# 大瀧雅之
大瀧 雅之（おおたき まさゆき、1957年11月18日- 2018年7月2日）は、日本の経済学者。専門は、マクロ経済学・景気循環。東京大学社会科学研究所教授。

## 略歴
1957年福島県いわき市生まれ。1976年福島県立磐城高等学校卒業。1977年東京大学文科二類入学。1981年東京大学経済学部卒業。1990年東京大学大学院経済学研究科博士課程修了、「資本移動の自由化とマクロ経済 中期国際マクロ理論の統合」で経済学博士。1986年神奈川大学経済学部専任講師、1988年助教授、1991年青山学院大学経済学部助教授、1996年東京大学社会科学研究所助教授、2001年教授。
1994年『景気循環の理論：現代日本経済の構造』で日経・経済図書文化賞受賞。

## 著書
- 『景気循環の理論 現代日本経済の構造』東京大学出版会 1994年
- 『景気循環の読み方 バブルと不良債権の経済学』ちくま新書　2001年
- 『動学的一般均衡のマクロ経済学 有効需要と貨幣の理論』東京大学出版会 2005年
- 『用語でわかる!経済かんたん解説 上巻(身近な経済・経済の基本・経済の動き・日本経済の歴史・日本経済のしくみ)』フレーベル館 2007年
- 『基礎からまなぶ経済学・入門』有斐閣アルマ　2009年
- 『貨幣・雇用理論の基礎』勁草書房 2011年
- 『平成不況の本質 雇用と金融から考える』岩波新書 2011年
- 『国際金融・経済成長理論の基礎』勁草書房 2013年
- 『アカデミックナビ　経済学』勁草書房 2018年
- Keynesian Economics and Price Theory : Re-orientation of a Theory of Monetary Economy. Springer,c2015.
- Keynes’s General Theory Reconsidered in the Context of the Japanese Economy.Springer,c2016.
- The Origin of the Prolonged Economic Stagnation in Contemporary Japan : the Factitious Deflation and Meltdown of the Japanese Firm as an Entity. Routledge,2016.

### 共編著
- 『現代マクロ経済動学』浅子和美共編 東京大学出版会 1997年
- 『循環と成長のマクロ経済学』吉川洋共編 東京大学出版会 2000年
- 『家計のミクロ統計分析』美添泰人共編 統計情報研究開発センター 2002年
- 『平成長期不況 政治経済学的アプローチ』編 東京大学出版会 2008年
- 『金融システムと金融規制の経済分析』花崎正晴,随清遠共編著 勁草書房 2013年
- 『社会科学における善と正義 ロールズ『正義論』を超えて』宇野重規,加藤晋共編 東京大学出版会 2015年
- 『ケインズとその時代を読む 危機の時代の経済学ブックガイド』加藤晋共編 東京大学出版会 2017年

## 論文
- ＜大瀧雅之